# Kiss Géza (jogtörténész)
Kiss Géza (Nagyszeben, 1882. április 26. – Kolozsvár, 1970. január 11.) római jogász, polgári jogász, jogtörténész, egyetemi tanár, műfordító.

## Életútja
Édesapja Kiss Mór (1857–1945) jogtudós. – A kolozsvári Római Katolikus Főgimnáziumban (piarista gimnázium) tanult és érettségizett. Kolozsvárt avatták sub auspiciis regis jogi doktorrá, (1903). Budapesten az Igazságügyi Minisztérium törvényelőkészítési bizottságában kezdte pályáját, majd a kolozsvári Ferenc József Tudományegyetemen a római jog magántanára lett (1907). Kinevezték a nagyváradi jogakadémia tanárnak, 1913-tól a jogakadémia dékánja is volt.
1914-ben, a nagyváradi jogakadémiáról érkezett Debrecenbe. A debreceni egyetem nyilvános rendes tanáraként (1914. augusztus 26. – 1920. június 24.) a római jog első professzora volt az egyetemen. A kar dékánja (1915/1916-os tanév), majd az egyetem rektora lett (1918/1919-es tanév). 1919 májusában – egyeteme nevében – üdvözölte a Nagykárolyban tartózkodó I. Ferdinánd román királyt, és titokban tárgyalásokat folytatott az Erdélyt megszállók képviselőivel. (A debreceni egyetemen, viszonylag hosszadalmas eljárások után, 1920 júniusában felfüggesztették az állásából, majd nevének törlését is elrendelték valamennyi egyetemi kiadványból.) Mielőtt tette Debrecenben nyilvánosságra került, átmenekült Kolozsvárra, ahol (eredménytelen) agitációt folytatott a romániai állami esküt megtagadó magyar egyetemi tanárok között az eskü letételére és a városban maradásukért. A korabeli kolozsvári magyar közösség kitagadta.
Nem a magyar kisebbségi, hanem a román liberális politikába kapcsolódott be. 1932-ig romániai képviselő, illetve szenátor, azután 1940-ig kolozsvári ügyvéd volt. A két világháború közt (és a második világháború alatt) jórészt Bukarestben élt. 1944 őszén a román kormány nemzetiségi államtitkáraként a romániai nemzetiségi statútum egyik kidolgozója volt. 1945–1951 között a kolozsvári magyar Bolyai Egyetemen, illetve a Jogtudományi és Közgazdasági Főiskolán (1951–1953) a római jog és a polgári jog tanáraként oktatott. Számos jogi tanulmány szerzője, öregkorában latinból fordít (verses műveket is). – Sírja a házsongárdi temető lutheránus kertjében van.

## Szakirodalmi munkássága
Első jogtudományi jegyzetei és tankönyvei Debrecenben jelentek meg, tanulmányait szakfolyóiratok és lexikonok közölték. Romániába érkezve a Pandectele Române, Pandectele Săptămînale, Ardealul Juridic, Arhiva pentru Ştiinţa şi Reforma Socială című folyóiratok munkatársa (1921–1944). Magyarra fordította, bevezetéssel és a helyi jogra vonatkozó kiegészítésekkel látta el Ion Rosetti-Bălănescu Principiile dreptului civil român című munkáját s a Népbírák Könyvtára című sorozat köteteit.
Magyarázó jegyzetekkel látta el Románia alkotmányának Demeter Jánossal és Kohn Hillellel közösen kiadott román és magyar nyelvű hiteles szövegét (1949). Turnowsky Sándorral együtt bevezető tanulmánnyal és jegyzetekkel kiadta Szász Károly nagyenyedi jogtanár válogatott szövegeit (1955). A latin nyelv kiváló ismerője volt. Az ő fordításában jelentek meg Lucretius (1951), Spinoza és Descartes (1953) munkáinak szemelvényes kiadásai, Tótfalusi Kis Miklós Apologia bibliorum című munkájának egy része (1954), Titus Lucretius Carus tankölteményét – A dolgok természetéről hat könyvét – hexameteres sorokba fordította le (1957).
Nyugalomba vonulása után bekapcsolódott az újrainduló Korunk tudományismertető munkájába. Rendszeresen elemezte és bírálta a Jogi Kis Könyvtár sorozatot és egyéb jogtudományi kiadványokat. Ugyancsak a Korunkban jelent meg Szocialista törvényünk és a válás (1962/7–8), valamint A szocialista büntetőjog emberiessége (1962/11) című tanulmánya is.

## Művei
- Interpretatio és szokásjog a római magánjogban (Budapest, 1909)
- A jogalkalmazás módszeréről. Dogmatörténeti és kritikai tanulmány a magánjog köréből (Budapest, 1909)